# Iglesia de la Asunción de Nuestra Señora (Ares del Maestre)

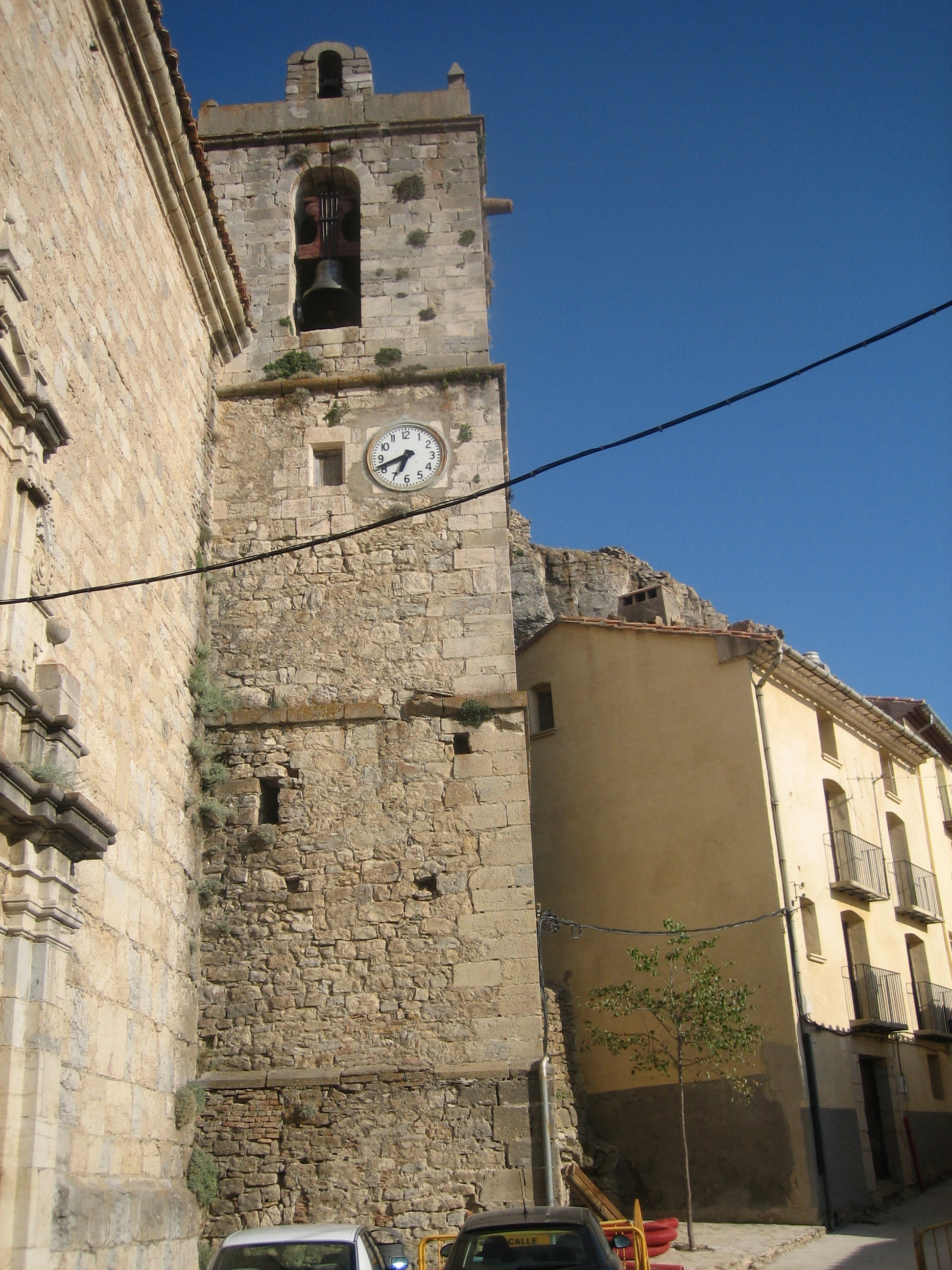
Campanario del.

La Iglesia Parroquial de la Asunción de Nuestra Señora de Ares del Maestre, es un monumento catalogado como Bien de Relevancia Local, según consta en la Dirección General del Patrimonio Cultural de la Generalidad Valenciana. Se encuentra situado al lado sur de la población de Ares del Maestre, en la comarca del Alto Maestrazgo, en la provincia de Castellón; España, en la Plaza de la Iglesia, junto a los restos del Castillo.

## Descripción
La iglesia actual se construyó sobre los restos de la antigua iglesia románico-gótica data del siglo XV, que sufrió quema y destrucción por las tropas de Felipe V durante la Guerra de Sucesión Española en 1707.
De este modo podemos decir que la Iglesia actual de Ares es del siglo XVIII, y se sitúa junto al campanario, que es del siglo XIII, el cual  sí sobrevivió a la destrucción y quema del templo antiguo por parte de las tropas de Felipe V. Las dos estructuras dan lugar un singular conjunto arquitectónico, ya que es de los pocos ejemplos en los que la iglesia es más alta que la torre del campanario. Fue construida entre los años 1717 y 1739, siguiendo el estilo barroco.

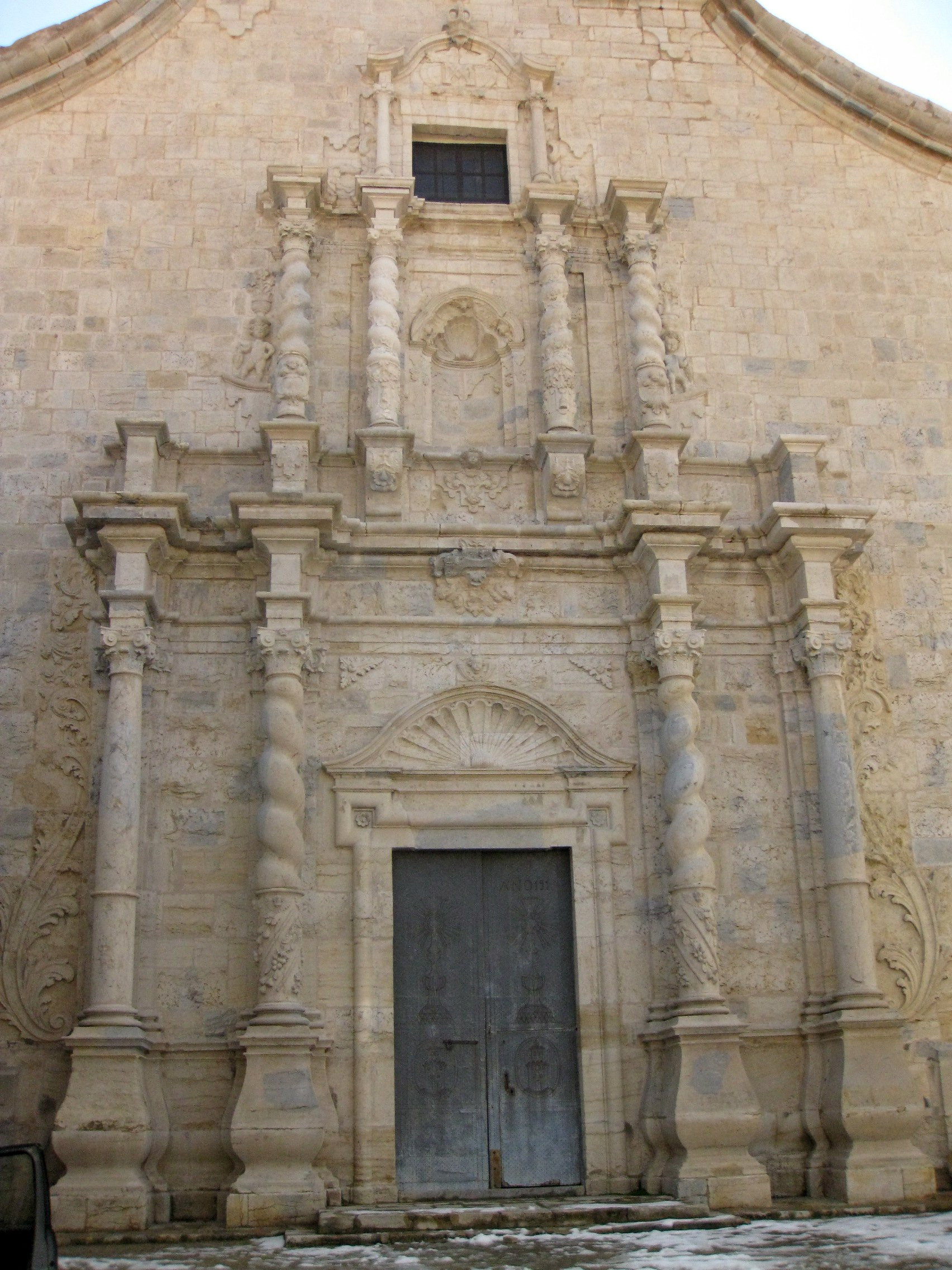
Fachada principal

Presenta una imponente fachada barroca en piedra de tres cuerpos con columnas salomónicas. La planta se rehace en 1717, y en 1722. En 1724 se comienza la fachada. En 1727 la portalada (que está adintelada y es de tipo retablo, estando enmarcada por dos pares de columnas, de las que las más cercanas a la puerta son salomónicas, y las otras lisas, pero con  capiteles compuestos; además, sobre el dintel de la puerta hay doble cornisa con hornacina, y en la parte superior guirnaldas en relieve que enmarcan un frontón curvo sostenido por dos columnitas curvas), en 1735 se colocaba la puerta y un año después se hacía la capilla de la comunión.
Se nos presenta así un templo de una planta de tres naves comunicadas entre sí. La planta está dividida en cuatro tramos y presenta crucero en la cabecera. La cubierta de la iglesia se realiza con bóveda de cañón con lunetos en la nave central, por su parte,  las naves laterales se cubren con cúpulas. En el centro del crucero se levanta una cúpula, sobre pechinas(que presentan representaciones de los cuatro evangelistas y sus símbolos),y que no es visible desde el exterior.
La iglesia presenta pilares y pilastras de orden compuesto que sustentan arcos de medio punto, que dan origen a la bóveda de cañón, y que tienen aplicaciones de rocalla, angelitos y flores.
En el lado de la epístola se puede ver la portada lateral, que también es adintelada, y  que presenta además, hornacina superior con volutas laterales y sobre la cornisa chapiteles con bolas en los extremos al igual que en el centro. En este lado se sitúa externamente la torre campanario del siglo XIII.
También es adintelada (con frontón y columnas que se rodean con yeserías en forma de guirnaldas, y a los lados se desarrolla una contracurva con motivos de rocalla) la puerta que permite el acceso a la capilla del sagrario. Esta capilla presenta una cubierta de cuarto de esfera.
La torre campanario presenta tres cuerpos realizados con aparejo y piedra angular, el cuerpo superior, que presenta una pequeña espadaña, es el de campanas, y presenta bóveda de crucería, abriéndose en él cuatro vanos con arco de medio punto.

## Restauración
La cubierta exterior de la iglesia fue restaurada a finales del siglo XX. En el año 2003 se inició la restauración y consolidación de la fachada principal.